# Jevgenij Primakov
Jevgenij Maksimovitj Primakov (russisk: Евге́ний Макси́мович Примако́в, tr. Jevgénij Maksímovitj Primakóv; født 29. oktober 1929 i Kyiv, Ukrainsk SSR, Sovjetunionen (nuværende Ukraine), død 26. juni 2015 i Moskva) var en russisk politiker, akademiker, orientalist og diplomat og var russisk premierminister 1998-1999.
Primakov voksede op i Tbilisi i Georgisk SSR, og arbejdede i 1956-1970 som journalist og udenrigskorrespondent med fokus på Mellemøsten for Pravda. Han var chef før den russiske udenrigs-efterretningsvæsen SVR i 1991-1996, udenrigsminister 1996-1998 og premierminister august 1998-maj 1999.
Primakov var i efteråret 1999 præsidentkandidat og sandsynlig efterfølger til Boris Jeltsin. Efter at støtten til Vladimir Putin hurtigt voksede, valgte Primakov imidlertid at trække sit kandidatur, hvilket han gjorde officielt på TV den 4. februar 2000, blot to måneder før præsidentvalget.
Primakov døde den 26. juni 2015, 85 år gammel.

## Eksterne links
- Wikimedia Commons har flere filer relateret til Jevgenij Primakov
- "Yevgeny Primakov, Russian Premier Under Yeltsin, Dies at 85", Bloomberg.

1. ↑  Navnet er anført på bokmål og stammer fra Wikidata hvor navnet endnu ikke findes på dansk.